# Afrikaner (raza bovina)
La afrikaner, afrikander o africander es una raza de ganado bovino. Tiene su origen en Sudáfrica donde se originó del ganado de los hotentotes a lo largo de los siglos XVIII y XIX. En Sudáfrica ha contribuido en la creación de las razas Bonsmara y Drakenberger, también conocida como Afrikaner Negro, y en Estados Unidos en la de las razas Africangus y Barzona.
Es grande y especialmente de carne

## Descripción
Tiene el cuerpo musculoso y presenta una joroba de pequeño tamaño, así como una gran papada. Su pelaje es generalmente de color uniformemente rojizo , en ocasiones amarillento, corto, liso y brillante. Los cuernos son de tamaño mediano a grande, extendidos lateralmente.